# Львівська міська комунальна лікарня «Хоспіс»
Комунальне некомерційне підприємство «Лікарня „Хоспіс“» м. Львова" — медичний заклад для невиліковно хворих, розрахований на 30 ліжок стаціонару.
Завданням «Хоспісу» є створення оптимальної якості життя в умовах важкої хвороби, полегшення безмежних страждань людини, її болю.
Лікарня «Хоспіс» діє на підставі Статуту лікарні та Ліцензії на медичну практику.
Головний лікар — заслужений лікар України, кандидат медичних наук, магістр державного управління Євген Йосипович Москвяк.

## Історія створення
Львівський Хоспіс був першим в Україні та лишається єдиним на Львівщині закладом даного типу. Створення Хоспісу було закладено у програму «Українського милосердя і здоров'я» ще у 1989 році.
Ним зацікавилась допомогова служба Мальтійського ордену, яка подарувала Львову частину лікарняного обладнання.
Завдяки розумінню і сприянню міської адміністрації, був виділений будинок колишньої дитячої лікарні, у якому було виконано капітальний ремонт з метою створення максимально комфортних умов для важкої категорії хворих.
Були розроблені методичні основи діяльності нового медичного закладу, затверджено штатний розклад і фінансування.
Хоспіс у Львові почав роботу у березні 1997 року.

## Розробки «Хоспісу»
- Розроблено і затверджено Статут лікарні.
- Положення про «Хоспіс».
- Положення про скерування та госпіталізацію.
- Покази та протипокази для госпіталізації.
- Положення про ЛКК, яка займається відбором хворих.
- Встановлено економічну ефективність функціонування «Хоспісу»

### Вперше в Україні
- науково обґрунтована структурно-функціональна модель «Хоспісу»;
- запропонована оптимальна схема наступності медичної допомоги невиліковним хворим на різних етапах її надання;
- визначена роль «Хоспісів» у розробці і використанні методів знеболювання та паліативної медицини для невиліковних хворих.

### На державному рівні розроблено
- внесено до переліку підсистем охорони здоров'я службу паліативної медицини.
- штатний розпис лікарні, який ввійшов в основу наказу № 33 МОЗ України.
- запроваджено в навчальних закладах вивчення дисципліни — паліативна медицина.
- дано рекомендації з відкриття «Хоспісів» у м. Івано-Франківську, Херсоні, Харкові, Луцьку, Сімферополі.